# Benicolet
Benicolet település Spanyolországban, Valencia tartományban. Benicolet Aielo de Rugat és Almiserà községekkel határos. Lakosainak száma 605 fő (2024).

## Népesség
A település lakosságának változását az alábbi diagram mutatja:
| Lakosok száma | 500  | 517  | 577  | 630  | 679  | 628  | 585  | 569  | 597  | 605  |
|               | 2001 | 2004 | 2007 | 2009 | 2012 | 2014 | 2017 | 2019 | 2022 | 2024 |